# مايك أوبراين (سياسي بريطاني)
مايك أوبراين (بالإنجليزية: Mike O'Brien) هو سياسي بريطاني، ولد في 19 يونيو 1954 في ورسستر في المملكة المتحدة. حزبياً، نشط في حزب العمال.

## مناصب
- في الانتخابات العامة في المملكة المتحدة 1992 [الإنجليزية]‏، انتخب عضو البرلمان الحادي والخمسون للمملكة المتحدة عن دائرة واريكشير الشمالية خلال فترته النيابية ‏ (9 أبريل 1992 – 8 أبريل 1997).
- في الانتخابات العامة في المملكة المتحدة 1997 [الإنجليزية]‏، انتخب عضو البرلمان الثاني والخمسون للمملكة المتحدة عن دائرة واريكشير الشمالية وقد انضم خلال فترته النيابية ‏ (1 مايو 1997 – 14 مايو 2001) للكتلة البرلمانية حزب العمال.
- في الانتخابات العامة في المملكة المتحدة 2001، انتخب عضو برلمان المملكة المتحدة الـ53 عن دائرة واريكشير الشمالية وقد انضم خلال فترته النيابية ‏ (7 يونيو 2001 – 11 أبريل 2005) للكتلة البرلمانية حزب العمال.
- في الانتخابات العامة في المملكة المتحدة 2005، انتخب عضو برلمان المملكة المتحدة الـ54 عن دائرة واريكشير الشمالية وقد انضم خلال فترته النيابية ‏ (5 مايو 2005 – 12 أبريل 2010) للكتلة البرلمانية حزب العمال.
- انتخب عضو مجلس الشورى البريطاني.
- انتخب وزير الدولة للشؤون الخارجية  [لغات أخرى]‏ (29 مايو 2002 – 13 يونيو 2003).
- انتخب Minister of State for Trade [الإنجليزية]‏ (13 يونيو 2003 – 10 سبتمبر 2004).
- انتخب Minister of State for Trade [الإنجليزية]‏ (10 سبتمبر 2004 – 11 مايو 2005).
- انتخب Parliamentary Under-Secretary of State for Transport [الإنجليزية]‏.
- انتخب وزير الدولة للهجرة [الإنجليزية]‏ (2 مايو 1997 – 8 يونيو 2001).
- انتخب النائب العام لإنجلترا وويلز [الإنجليزية]‏ (11 مايو 2005 – 27 يونيو 2007).
- انتخب Minister of State for Pensions [الإنجليزية]‏ (27 يونيو 2007 – 5 أكتوبر 2008).
- انتخب Minister of State for Energy [الإنجليزية]‏ (5 أكتوبر 2008 – 8 يونيو 2009).
- انتخب Minister of State for Health (UK) [الإنجليزية]‏ (8 يونيو 2009 – 11 مايو 2010).